# Trypeta basifasciata
Trypeta basifasciata är en tvåvingeart som beskrevs av Richter och Kandybina 1985. Trypeta basifasciata ingår i släktet Trypeta och familjen borrflugor. Inga underarter finns listade i Catalogue of Life.